# بات ستوري
بات ستوري (بالإنجليزية: Pat Storey)‏ هي قسيسة أيرلندية، ولدت في 30 مارس 1960 في بلفاست في المملكة المتحدة.